# Люк Кейдж
Люк Кейдж (на английски: Luke Cage) е измислен персонаж на Марвел Комикс. Първата му поява е в Luke Cage, Hero For Hire #1 през юни 1972 г. Пострадвал е в злопоука, при която получава свръх сили и остава с почти непроницаема кожа. Негови създатели са Арчи Гудуин и Джон Ромита Старши. Пеpсонажът се е появявал в много филми, игри и сериали.
Никълъс Кейдж използва фамилията на супергероя, за да се разграничи от знаменития си чичо Франсис Форд Копола.